# Matthew O'Leary
Matthew Joseph O'Leary (Chicago, Illinois, 6 de julio de 1987) es un actor estadounidense. Tiene dos hermanastras mayores y un hermanastro de más edad. 
O'Leary, audicionó para Home Alone 3. Hizo su debut actuando en el papel principal en 2000 para la película de televisión Mom's Got a Date with a Vampire. Posteriormente participó en el thriller Domestic Disturbance en el papel de hijo de John Travolta. La película fue lanzada en noviembre de 2001 y consiguió en taquilla unas cifras brutas de 45 millones de dólares.
O'Leary apareció en otro thriller, Frailty, dirigido por Bill Paxton, y en la comedia Spy Kids 2: The Island of Lost Dreams, que se estrenó en 2002 y consiguió reseñas positivas, ganando O'Leary reconocimiento entre el público adolescente. En 2003, tuvo un papel menor en Spy Kids 3-D: Game Over y también apareció en 2004 el drama histórico The Alamo, aunque la mayor parte de su papel se redujo a una sola línea.
En 2005, tuvo un papel en Warm Springs, una película de televisión, y Havoc, un drama protagonizado por Anne Hathaway que se lanzó directamente para video. Posteriormente participó en Brick, un peculiar thriller protagonizado por Joseph Gordon-Levitt, y las películas de 2007 películas de Live Free or Die Hard y Death Sentence.

## Filmografía
| Año       | Título                                | Rol                      | Notas                                            |  |
| --------- | ------------------------------------- | ------------------------ | ------------------------------------------------ |  |
| 2000      | Mom's Got a Date With a Vampire       | Adam Hansen              |                                                  |  |
| 2001      | Domestic Disturbance                  | Danny Morrison           |                                                  |  |
| 2001      | Frailty                               | joven Fenton             |                                                  |  |
| 2002      | Spy Kids 2: The Island of Lost Dreams | Gary Giggles             |                                                  |  |
| 2003      | Spy Kids 3-D: Game Over               | Gary Giggles             |                                                  |  |
| 2004      | El Alamo                              | Niño en la tienda        |                                                  |  |
| 2005      | Havoc                                 | Eric                     | directo a vídeo                                  |  |
| 2005      | Brick                                 | El cerebro               |                                                  |  |
| 2005      | Law & Order: Criminal Intent          | Ethan Garrett            | TV episode: "In the Wee Small Hours: Part 1 & 2" |  |
| 2007      | Live Free or Die Hard                 | Clay                     | Cameo                                            |  |
| 2007      | Death Sentence                        | Joe Darley               |                                                  |  |
| 2008      | Solstice                              | Mark                     |                                                  |  |
| 2008      | American Son                          | Jake                     |                                                  |  |
| 2008      | Eleventh Hour                         | Bobby                    | Episodio: "Resurrection"                         |  |
| 2008–2009 | CSI: Crime Scene Investigation        | Dan Forester             | Episodio: "19 Down", "One to Go" and "Mascara"   |  |
| 2009      | Jake's Run                            | Jake Porter              | Anunciado                                        |  |
| 2009      | Anytown                               | Brandon O'leary          |                                                  |  |
| 2009      | Sorority Row                          | Garrett                  |                                                  |  |
| 2010      | Mother's Day                          | Jonathan "Johnny" Koffin |                                                  |  |
| 2011      | Natural Selection                     | Raymond                  |                                                  |  |
| 2011      | The Gatekeeper                        | Mark                     | pre-producción                                   |  |
| 2011      | In Time                               | Chico en la calle        |                                                  |  |
| 2012      | Cinema Verite                         | Cameron                  | post-producción                                  |  |
| 2012      | Fat Kid Rules the World               | Marcus MaCrae            |                                                  |  |
| 2013      | El Llanero Solitario                  | Skinny                   |                                                  |  |
| 2018      | Bienvenidos a Marwen Moronga          | Benz Frank Peluco        |                                                  |  |